# Skalbanksmuseet

Skalbanksmuseet i Uddevalla är en del av Bohusläns museum, men lokaliserat i Bräcke, den plats i Uddevalla där världens största skalbankar finns bevarade. Museet är dels en öppen plats omgiven av byggnader/vägar, dels en specialbyggnad i anslutning till platsen. Den öppna naturdelen består av en större sänka full av till största delen musselskal (främst stenmussla och jättehavstulpan), men även i botten en mindre vattensamling.